# ميرا ماكيني
ميرا ماكيني (بالإنجليزية: Mira McKinney)‏ هي ممثلة أمريكية، ولدت في 23 أكتوبر 1892 في نيويورك في الولايات المتحدة، وتوفيت في 2 مايو 1978 في لوس أنجلوس في الولايات المتحدة.

## وصلات خارجية
- ميرا ماكيني على موقع IMDb (الإنجليزية)
- ميرا ماكيني على موقع قاعدة بيانات الفيلم (الإنجليزية)